# Момчето, което дойде от морето
„Момчето, което дойде от морето“ (на испански: El niño que vino del mar) е мексиканска теленовела, режисирана от Алфредо Гурола и Артуро Гарсия Тенорио, и продуцирана от МаПат Лопес де Сатарайн за Телевиса през 1999 г. Адаптацията е базирана на радионовелата El pequeño Lord, създадена от Олга Руилопес.
В главните роли са Наталия Есперон, Енрике Ибаниес, Ядира Карийо, Саул Лисасо и Иманол Ландета, а в отрицателните – Рене Варси, Орландо Мигел и Патрисия Рейес Спиндола.

## Сюжет
Фелипин и майка му ще се срещнат с дон Алфонсо Касерес де Ривера, херцог на Ориол, богат испански земевладелец, когато корабът, в който пътуват потъва, оставяйки Фелипин и Магдалена безцелно в лодка без конкретна дестинация.
Фелипин пътува с лодка в продължение на дни, докато пристига в къщата на Ниса, красива жена, която спасява момчето от смърт. Ниса е жена, която живее до плажа и работи като грънчарка в дома си, за да се издържа, когато установява, че Фелипин променя живота ѝ. Детето започва нов живот в компанията на нови приятели Бласито, Бири и Мариали, които играят и се забавляват с него, като слушат историите за Чиримболо, старец, който им дава съвети по всяко време.
Никой не може да обясни как детето е стигнало дотам. Когато се възстановява, благодарение на грижите на Ниса, Фелипин казва, че е пътувал с майка си на кораб, който е потънал. Когато го водят в болницата, срещат някои оцелели от корабокрушението и морякът им казва, че е видял майката на Фелипин да умира, но той не знае, че това е леля му, която е пътувала с тях.
Фелипин остава да живее в къщата на Ниса. Това, което детето не знае, е, че майка му е жива, скитаща се по улиците на града, загубила паметта си. Лена, майката на Фелипин, попада в ръцете на Алберта, лоша жена, която я мами и я кара да вярва, че е друга, и че полицията я преследва, докато я третира като робиня и не ѝ позволява да напусне къщата ѝ.
Един ден, Чиримболо претърпява инцидент и Фелипин е принуден да иска заем от злата Алберта, която го моли в замяна да заблуди испанците от хасиендата, представяйки се за наследник на дон Алфонсо.
Когато Фелипин, преструвайки се, пристига в хасиендата, живеещите там правят живота му невъзможен, а Ниса се влюбва в Едуардо, красив млад мъж, който остава начело на хасиенда.
Алберта не подозира, че Фелипин наистина е наследник на херцога на Ориол. Майка му постепенно си възвръща паметта, спомняйки си, че морето е отнело сина ѝ от прегръдките. През множество изпитания ще трябва да преминат героите, за да възтържествуват доброто и любовта.

## Актьори
Част от актьорския състав:
- Иманол Ландета – Фелипин Родригес Касерес де Ривера
- Наталия Есперон – Ниса Каридад Олмос
- Енрике Ибаниес – Едуардо Касерес де Ривера
- Саул Лисасо – дон Алфонсо Родригес Касерес де Ривера, херцог на Ориол
- Патрисия Рейес Спиндола – Алберта Гомес
- Ядира Карийо – Магдалена де ла Соледад / Сол/ Лена / Морена
- Рене Варси – Мария Констанса Фернандес Монтеро
- Мануел Ландета – Карлос Криайл
- Орландо Мигел – Енрике Родригес Касерес де Ривера
- Лус Мария Агилар – София Родригес Касерес де Ривера
- Ирма Лосано – Пилар Серано
- Лус Елена Гонсалес – Хасинта
- Рафаел дел Вияр – Марко
- Артуро Гарсия Тенорио
- Алехандро Руис – Мартин Моралес
- Хавиер Марк – Агустин Ортис
- Оскар Травен – г-н Ричардсън
- Росио Гаярдо – Глория
- Оскар Морели – Капитана

## Премиера
Премиерата на Момчето, което дойде от морето е на 19 април 1999 г. по Canal de las Estrellas. Последният 95. епизод е излъчен на 27 август 1999 г.

## Награди и номинации
Награди Bravo
| Година | Категория                | Личност        | Резултат |
| ------ | ------------------------ | -------------- | -------- |
| 2000   | Най-добро детско участие | Иманол Ландета | Печели   |

## Версии
- През 1982 г. венецуелският канал RCTV създава първата версия, базирана на радионовелата El pequeño Lord от Олга Руилопес, наречена La hija de nadie, режисирана от Сесар Енрикес, с участието на Асел Леал и Хавиер Видал Прадас.
- През 1984 г. компания Телевиса създава версията Да, моя любов, продуцирана от Гилермо Диасаяс и режисирана от Енрике Сеговиано, с участието на Едит Гонсалес, Леонардо Даниел и Луис Марио Кирос.